# Trò chơi năm 2009
Trang này liệt kê các board game, trò chơi thẻ bài, wargame, trò chơi mô hình thu nhỏ, và trò chơi nhập vai tabletop xuất bản năm 2009.  Đối với trò chơi điện tử, xem Trò chơi điện tử năm 2009.

## Trò chơi phát hành hoặc phát minh năm 2009
- All Things Zombie
- Dominion: Intrigue
- Dominion: Seaside
- Endeavor
- Fiasco
- (The) Green Game
- Martian Fluxx
- Reminiscing:21st Century Edition
- Star Wars Tactics
- Summoner Wars
- World War IV: One World, One King

## Giải thưởng trò chơi được trao năm 2009
- Mensa Select: Cornerstone, Dominion, Marrekech, Stratum, Tic-Tac-Ku
- Spiel des Jahres: Dominion
- Games: Small World

## Sự kiện lớn liên quan đến trò chơi năm 2009
- Mattel, Inc. mua lại Sekkoia SAS, nhà sản xuất của Blokus, Blokus Trigon, Blokus 3D, Blokus Duo, và Blokus Giant với tổng giá trị không được tiết lộ.[1]

## Chết
| Ngày        | Tên              | Tuổi | Chức vụ                                                              |
| ----------- | ---------------- | ---- | -------------------------------------------------------------------- |
| 13 tháng 3  | Keith Herber     | 60   | Nhà thiết kế trò chơi nhập vai                                       |
| 7 tháng 4   | Dave Arneson     | 61   | đồng sáng lập của Dungeons & Dragons                                 |
| 6 tháng 9   | David J. Ritchie | 58   | Nhà thiết kế trò chơi nhập vai                                       |
| 14 tháng 10 | Wilf K. Backhaus | 62   | Nhà thiết kế trò chơi nhập vai, đồng sáng lập của Chivalry & Sorcery |